# ريكو كابليو 500SE
تعد كاميرا Ricoh 500SE الرقمية المدمجة مناسبة للتصوير الفوتوغرافي في الاماكن المفتوحة وإمكانية الاتصال بالشبكة. تتضمن معلومات خارجية مثل تحديد المواقع الجغرافية, أو أرقام الباركود داخل الصورة. يبيع تجار التجزئة أجهزة وبرامج تتضمن خاصية تحديد المواقع عبر نظام تحديد المواقع العالمي (GPS) أو مسح الرمز الشريطي. معظم NMEA تستخدام أجهزة استقبال GPS المتوافقةمع هذه الكاميرا من خلال إمكانية الاتصال بالبلوتوث المدمجة. الجسم مقاوم للغبار والماء، مما يجعله قويًا للعديد من البيئات.

## الخصائص
- 8.1 ميجابيكسل سي سي دي
- 28(24) - 85 مم
- USB 2.0، وبلوتوث ، واتصال W-Lan
- مقاوم للصدمات / الماء / الغبار
- المذكرات النصية

## المواصفات
- كاميرا رقمية مدمجة من نوع الكاميرا
- الدقة : 8.1 ميجابيكسل
- جهاز استشعار: سي سي دي
- نظام تحديد المواقع : (اختياري)
- البوصلة : (اختياري)
- ضد للماء
- المذكرات النصية
- حجم المستشعر: 1/1,8"
- شاشة: 2.5"
- ايزو: ايزو 64 - ايزو 1600
- تنسيق الصورة JPEG
- البعد البؤري : 28(24) - 85 مم
- الذاكرة : إس دي، إم إم سي
- الاتصال: USB 2.0، WLAN (اختياري)، Bluetooth (اختياري)
- فيديو: نعم
- الوزن: 430 جرام

## النماذج

### ريكو كابليو 500SE- نظام تحديد المواقع والبوصلة
تتوفر كاميرا 500SEريكو كابليو GPS مع جهاز تحديد المواقع مدمج وبوصلة رقمية مدمجة. وإلى جانب تحديد الإحداثيات، يمكن للكاميرا تحديد الاتجاه الذي تم التقاط الصورة منه. يمكن للبرامج الخارجية وضع الصور على الخرائط الرقمية أو أنظمة المعلومات الجغرافية أو جوجل ايرث .
يمكن للكاميرا حفظ جميع المعلومات المتلعقة بالصورة في ملف واحد، مما يقديم صورة مشفرة جغرافيًا . تسمح إضافة المذكرات النصية بتنظيم الصور ليس فقط حسب الموقع والوقت، ولكن أيضًا بالاسم، قبل التحميل.

#### مميزات خاصة
- نظام تحديد المواقع العالمي (دقة 6-30 قدم)
- بوصلة

#### التكامل مع جوجل إيرث
كما مع الصور الفوتوغرافية الأخرى المشفرة جغرافيًا ، يستطيع برنامج جوجل إيرث قراءة معلومات نظام تحديد المواقع العالمي (GPS) من عنوان Exif للصورة ، وعرض الصور في المكان الذي تم التقاطها فيه. يمكنها أيضًا من عرض مسارات نظام تحديد المواقع العالمي (GPS) ، مما يوضح المسار الذي تم التقاط الصور عليه.

#### دعم نظم المعلومات الجغرافية
كما ان استخدام الصور مع نظم المعلومات الجغرافية . يمكن ان يكون هذا هو الاستخدام الأكثر شيوعًا لـ Ricoh Caplio 500SE (GPS) والبوصلة . يتضمن التطبيق مجالات توثيق الكائن والوضع . يمكن أن تكون الصور ذات العلامات الجغرافية بما في ذلك الاتجاه الذي تم التقاط الصورة فيه مفيدة:
- السياحة (المعالم السياحية، المناظر الطبيعية والانطباعات، الفنادق والمطاعم، توثيق الطرق، اللافتات، العروض السياحية...)
- العقارات (المناظر الخارجية، الموقع، المنطقة المحيطة، اتصال الطريق السريع...)
- حركة المرور (اللافتات، جرد موقع إنشاء الطرق، المخاطر، الحوادث، أضرار الطرق...)
- إدارة البيئة (المخزونات البيئية، وخرائط التنوع البيولوجي، وسجل الأشجار، وتوثيق الوضع الراهن...)
- الوكالة التنظيمية (الكتابة على الجدران، التخريب...)
- إدارة الكوارث (الوضع الراهن، طرق التعامل، الموارد، التهديدات المحتملة...)

### ريكو كابليو 500SE- ماسح الباركود
منذ عام 2008، تتوفر ريكو كابليو 500SE مع ماسح ضوئي مدمج للرموز الشريطية . ويشيع استخدامه في صناعات النقل والخدمات اللوجستية لتحديد والتقاط حالة وسلامة البضائع والحاويات من خلال الرموز الباركود. تقوم الكاميرا تلقائيًا بكتابة معلومات الباركود الممسوحة ضوئيًا في عنوان Exif الخاص بالصورة. إذا كنت ترغب في ذلك، يمكنك إظهار معلومات الباركود مدمجة في الصورة. يمكن توصيل كاميرا ريكو كاليو 500SE من خلال اتصال الشبكة الخاص بها مباشرة مع السيرفر وبالتالي إرسال الصور من مكان وجودك.

#### الباركود المدعومة
| نوع الباركود | صورة المثال |
| ------------ | ----------- |
| الكود 39     | </img>      |
| الكود 128    | </img>      |
| معشق 2 من 5  | </img>      |
| الـITF-14    | </img>      |
| 13 يناير     | -           |
| 8 يناير      | -           |
| UPC-A        | </img>      |
| UPC-E        | </img>      |

## الأجهزة الخارجية
ميزات الاتصال الاستثنائية للكاميرا، حيث أنها مزودة بتقنية بلوتوث وقادرة على الاتصال بأجهزة تحديد المواقع المتنوعة عن طريق البلوتوث.

### جهاز استقبال تحديد مواقع خارجي
تتوافق العديد من أجهزة تحديد المواقع معها. توفر هذه الأجهزة دقة مختلفة، وتنتمي إلى مستويات أسعار مختلفة، وتتوفر لدى موزعين مختلفين.

#### أجهزة GPS غير التفاضلية

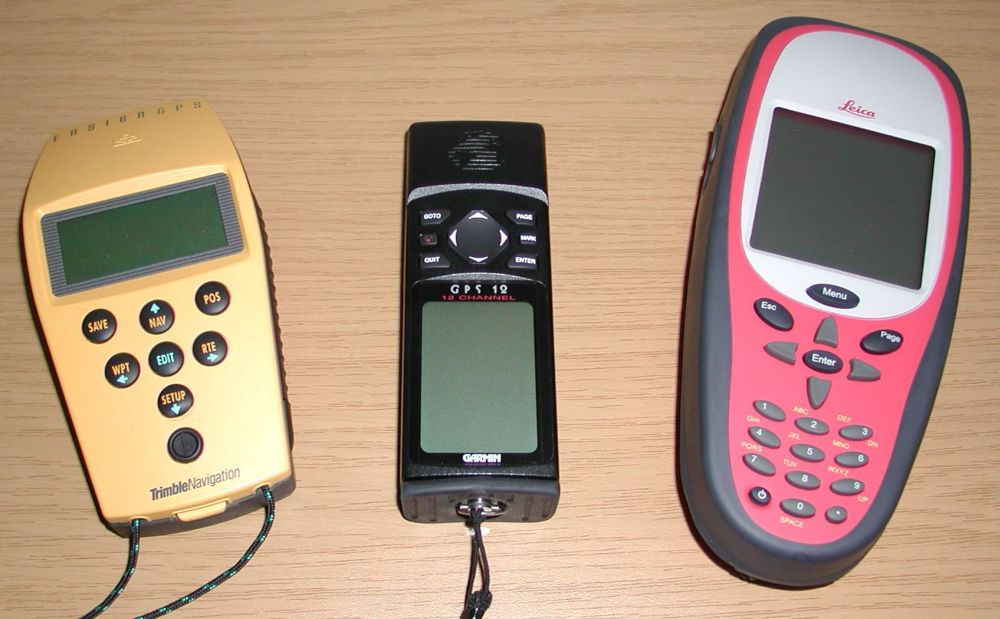
أجهزة استقبال GPS خارجية

تتميز أجهزة GPS غير التفاضلية بسعر أقل بكثير من الأجهزة التفاضلية وتوفر دقة تتراوح من 2 إلى 10 أمتار. يتم استخدامها في أجهزة الملاحة بالسيارة وأجهزة استقبال GPS الخارجية مثل Garmin eTrex أو Fortuna Slim GPS. الشرط المسبق لأي اتصال بجهاز GPS هو أن يكون جهاز GPS قادرًا على إرسال بيانات NMEA عبر Bluetooth وأن يقوم بدور العبد في عملية الاتصال بالكاميرا. ستأخذ الكاميرا دائمًا الدور الرئيسي.
الموصى به هو Fortuna Slim GPS. يستخدم شريحة SiRFIII وبالتالي يوفر جودة استقبال جيدة جدًا. كما أنها صغيرة جدًا (1/3 حجم علبة السجائر) ويمكن وضعها في أي جيب.

#### أجهزة تحديد المواقع المهنية

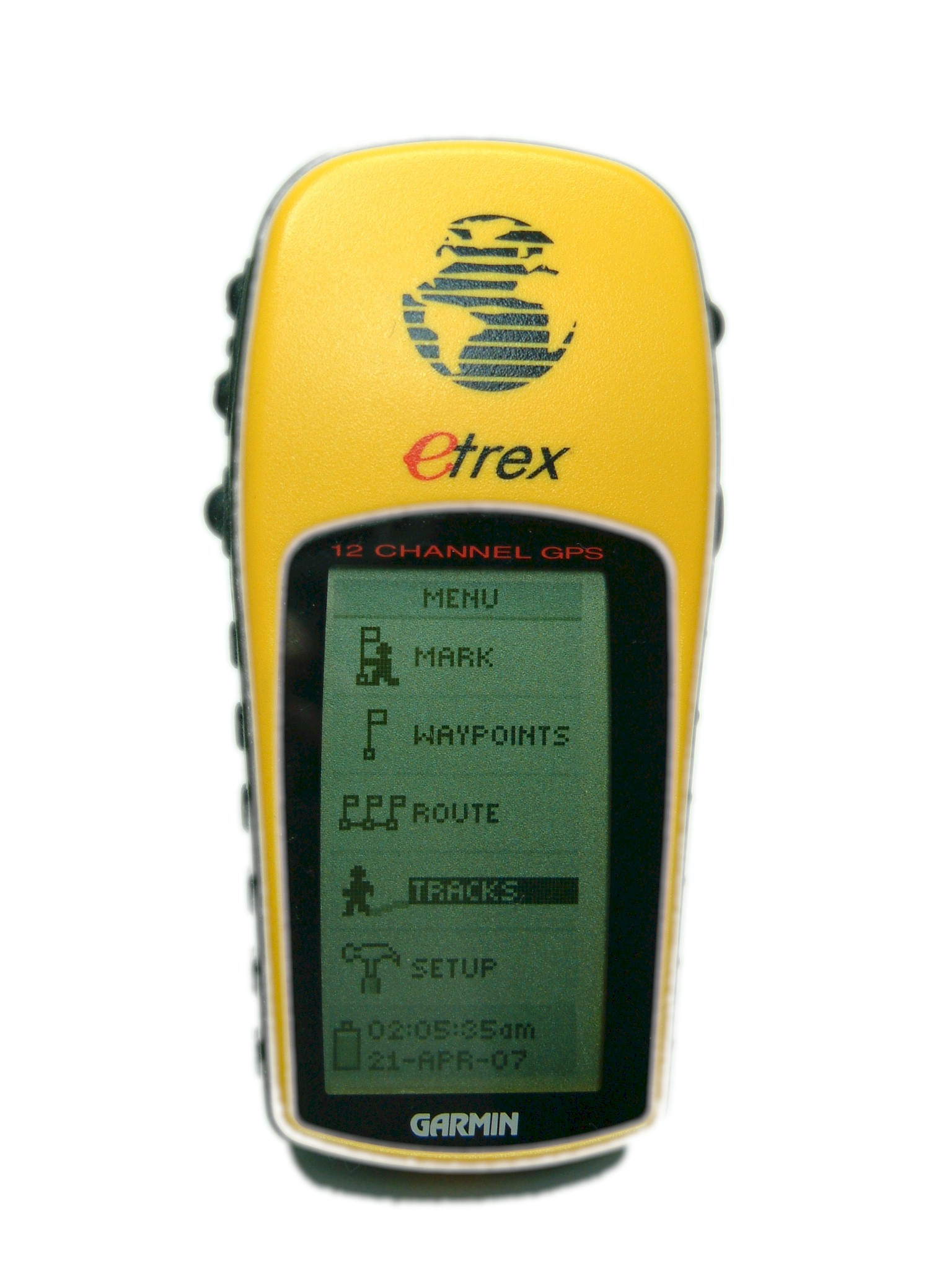
أجهزة استقبال GPS خارجية احترافية

تأتي أجهزة GPS التفاضلية الاحترافية من قطاع المسح وهي أغلى بكثير من الأجهزة غير التفاضلية. بفضل إشارات التصحيح الإضافية، يمكنهم الوصول إلى دقة في حدود السنتيمترات. تنطبق نفس شروط Bluetooth المسبقة كما هو الحال مع أجهزة الاستقبال غير التفاضلية.
يوفر جهاز GPS المحمول المزود بتقنية Bluetooth MobileMapper CE من Thales مواقع GPS فرعية. بسبب النظام الأساسي المفتوح لـ MicrosoftWindows CE. NET MobileMapper CE يدعم أي تطبيق GIS قياسي على أساس CE. تم اختبار الأجهزة التي تدعم تقنية Bluetooth من Trimble Navigation بنجاح مماثل. يوفر جهاز Trimble GeoXH المحمول وجهاز استقبال GPS GPS Pathfinder ProXH إحداثيات GPS في نطاق المتر الفرعي.

## أنظر أيضا
- ريكو
- نظام المعلومات الجغرافية (GIS)
- توقيت نظام تحديد المواقع
- تطبيقات نظم المعلومات الجغرافية
- صورة مشفرة جغرافيا
- الترميز الجغرافي في كومنز
- تحديد الموقع الجغرافي

قالب:Ricoh
1. ↑  Chivers، Morag. "Differential GPS Explained". Esri. مؤرشف من الأصل في 2023-08-11.